# Sword Art Online: Ordinal Scale
Sword Art Online: Ordinal Scale (jap. 劇場版 ソードアート・オンライン -オーディナル・スケール- Gekijō-ban Sōdo Āto Onrain -Ōdinaru Sukēru-) – japoński film animowany, powstały na bazie anime Sword Art Online, wyprodukowany przez studio A-1 Pictures. Reżyserią zajął się Tomohiko Itō, natomiast scenariusz napisał Reki Kawahara. Film miał premierę 18 lutego 2017 roku w około 150 japońskich kinach. 27 września 2017 roku film został wydany na Blu-ray i DVD.

## Opis fabuły
Akcja filmu ma miejsce w 2026 roku, kiedy to gracze rzadziej korzystają z fantomatyki, na rzecz produkcji opartych na rzeczywistości rozszerzonej. Asuna, Sinon, Leafa, Silica, Klein i Agil grają najczęściej w najpopularniejszą grę tego rodzaju – „Ordinal Scale”. Gdy zaczynają się tam pojawiać bossy znane z Aincradu, Kirito postanawia dołączyć do gry. Jednocześnie usiłuje rozwikłać zagadkę zaników pamięci wśród graczy.

## Obsada
Lista dubbingowanych postaci:
- Yoshitsugu Matsuoka – Kirito/Kazuto Kirigaya
- Haruka Tomatsu – Asuna/Asuna Yūki
- Ayana Taketatsu – Leafa/Suguha Kirigaya
- Kanae Itō – Yui
- Rina Hidaka – Silica/Keiko Ayano
- Ayahi Takagaki – Lisbeth / Rika Shinozaki
- Miyuki Sawashiro – Sinon/Shino Asada
- Hiroaki Hirata – Klein/Ryōtarō Tsuboi
- Hiroki Yasumoto – Agil/Andrew Gilbert Mills
- Sayaka Kanda – Yuno
- Yoshio Inoue – Eiji
- Takeshi Kaga – Tetsuhiro Shigemura
- Kōichi Yamadera – Akihiko Kayaba

## Odbiór
Film został laureatem nagrody miesięcznika Newtype jako najlepszy film animowany 2017 roku. Ponadto czołówka „Catch the Moment”, wykonywana przez LiSĘ, została uznana drugą najlepszą piosenką 2017 roku.
W pierwszy weekend wyświetlania, Sword Art Online: Ordinal Scale zarobił w Japonii ponad 425 milionów jenów (równowartość około 3,76 milionów dolarów) i był najchętniej oglądanym filmem.